# Olvido García Valdés
Olvido García Valdés (Santianes de Pravia, Asturias, 2 de diciembre de 1950) es una poeta, ensayista y traductora española, conocida especialmente por su obra poética.Ha recibido los dos reconocimientos más relevantes de la poesía en lengua española: el Premio Reina Sofía de Poesía Iberoamericana (2022), en su país, y el Premio Iberoamericano de Poesía Pablo Neruda (2021), en Chile.

## Biografía
De familia obrera y campesina, pasó su primera infancia en su pueblo natal, en el que se hablaba la lengua asturiana. A los 8 años se trasladó a Oviedo, donde realizó sus estudios; posteriormente, en diversos momentos, vivió en Barcelona, en la provincia de Girona, en Valladolid y Toulouse. Desde 1996 reside en Toledo. Licenciada en Filología Románica por la Universidad de Oviedo y en Filosofía por la Universidad de Valladolid. Profesionalmente, fue hasta su jubilación catedrática de Lengua Española y Literatura en institutos de Oviedo, Sant Feliu de Guíxols, Valladolid y Toledo. También fue directora del Instituto Cervantes en la ciudad francesa de Toulouse, y directora general del Libro y Fomento de la Lectura en el periodo en que José Guirao fue ministro de Cultura y Deporte del gobierno de España. Tiene un hijo, Roberto, y desde 1980 comparte su vida con el también poeta y crítico Miguel Casado.

## Escritura
Para Olvido García Valdés, el poema no es un artificio que pretende construir un mundo paralelo con igual valor al del mundo, sino que más bien, para ella, el mundo está ahí, con sus dosis mezcladas de nítida realidad y de intensa e hiriente irrealidad. Desde esta perspectiva —ha escrito Eduardo Milán— «logra imprimir una libertad resplandeciente, atravesada de dolor, buceadora de relato, suspendida de fragmento. De cara siempre a lo real —que materialmente investiga—, esa poesía actúa con una sobriedad de sorpresa, pautada por un ritmo que sostiene cambios imprevistos como un clima, como una estación».
El volumen Esa polilla que delante de mí revolotea. Poesía reunida (1982-2008), recoge su obra poética entre esas fechas. Posteriormente ha publicado Lo solo del animal (2012), Confía en la gracia (2020) y Entre 2001 y 2006: en el curso de «Y todos estábamos vivos» (2023), además de dos amplias antologías del conjunto de su escritura: Dentro del animal la voz (Edición de Miguel Ángel Lama y Vicente Luis Mora, 2020) y La caída de Ícaro (Edición de Amelia Gamoneda, 2022). Libros suyos han sido traducidos al sueco, francés, inglés, italiano, polaco y alemán; igualmente sus poemas han aparecido en portugués, rumano, griego, serbio, árabe y chino. Aparte de los Premios Iberoamericanos Reina Sofía y Pablo Neruda, ha obtenido, entre otros reconocimientos significativos, el Premio Nacional de Poesía (2007) por su libro Y todos estábamos vivos, el Premio de las Letras de Asturias (2016) y el Premio-Taller de poesía Pedro Salinas, de la Universidad Internacional Menéndez Pelayo (2023).
Sobre su trabajo han aparecido: Un lugar donde no se miente. Conversación con Olvido García Valdés (2014), de Miguel Marinas, Del parpadeo: 7 poéticas( 2015), de Marcos Canteli, Del animal poema. Olvido García-Valdés y la poética de lo vivo (2016), de Amelia Gamoneda, Remar a contracorriente (2019), de Tania Favela Bustillo, y el libro colectivo De la percepción del verde. Escuchas de la poesía de Olvido García Valdés (Edición de Amelia Gamoneda, 2023).
En palabras de José-Miguel Ullán, García Valdés «es una poeta marcada por el doble signo de la singularidad: en la veracidad puntillosa de todo cuanto dice y en la cordialidad que emana de su ajustada manera de decirlo. Como ella misma observa en la cantante Patti Smith: 'su voz nace en las tripas y quema en la garganta'. Luego, al pasar a la escritura, se rescatan las variaciones de ese proceso: asombro, duda, firmeza, abandono, terquedad, fragilidad, ira, caricia, lucidez y pérdida. Aunque a menudo habla del dolor, lo hace para adentrarse en las grietas de su misterio, nunca para caer en el patetismo. Incombustible como pocos, agita todo aquello que inmensa mayoría oculta».
Olvido Garcia Valdés es asimismo autora del ensayo biográfico Teresa de Jesús (2001 y 2023), del libro La sorpresa del mundo. Conversaciones con Miguel Marinas (2017), de textos para catálogos de artes plásticas (Zush, Kiefer, Vicente Rojo, Tàpies, Juan Soriano, Bienal de Venecia 2001, Broto...) y de numerosos ensayos de reflexión literaria. Ha traducido La religión de mi tiempo y Larga carretera de arena de Pier Paolo Pasolini, y (en colaboración) la antología de Anna Ajmátova y Marina Tsvetáieva El canto y la ceniza, así como El resto del viaje y otros poemas, de Bernard Noël.
Ha sido codirectora de la revista Los Infolios desde 1987, y miembro del consejo editor de la hispano-portuguesa Hablar/Falar de Poesia, creada en 1996; igualmente fue cofundadora de El signo del gorrión, a cuyo consejo editorial perteneció durante sus diez años de vida (1992-2002).
Ha conducido diversos cursos, seminarios y ciclos de poesía contemporánea. Ha formado parte del proyecto Estudios de Poética, y coordinado la página de poesía «Y todos estábamos vivos» en ABC Cultural. Mantiene desde 2012 un seminario continuo de poesía y pensamiento en el Centro de Poesía José Hierro, en Getafe (Madrid).

### Poesía
Libros:
- El tercer jardín, Ediciones del Faro, Valladolid, 1986.
- Exposición, Ferrol, 1990, premio Ícaro de Literatura.
- ella, los pájaros, Diputación, Soria, 1994, premio Leonor de Poesía.
- caza nocturna, Ave del Paraíso, Madrid, 1997 (ha sido traducido al sueco: Nattlig jakt, traducción de Ulf Eriksson, Ariel Skrifter, Estocolmo, 2004; y al francés:Chasse nocturne, traducción de Stéphane Chaumet, L'Oreille du Loup, París, 2009).
- Del ojo al hueso, Ave del Paraíso, Madrid, 2001.
- Y todos estábamos vivos, Tusquets, Barcelona, 2006, premio Nacional de Poesía 2007 (ha sido traducido al inglés: And we were all alive, traducción de Catherine Hammond, Cardboard House, USA, 2016; y al francés: Et nous étions tous vivants, traducción de Bénédicte Mathios, L'Harmattan, París, 2017).
- Lo solo del animal, Tusquets, Barcelona, 2012.
- Confía en la gracia, Tusquets, Barcelona, 2020.

Antologías:
- La poesía, ese cuerpo extraño, Universidad, Oviedo, 2005.
- Racines d'ombre (antología), traducción al francés de Martine Joulia y Jean-Yves Bériou, Cadastre8zéro, Abbeville, 2009.
- Poesie (antología preparada por Mariano Peyrou), traducción al italiano de Matteo Lefevre, Raffaelli, Rimini, 2012.
- Obraz, który trwa tyle, co zycie (antología), traducción al polaco de Marta Eloy Cichocka, Lokator, Cracovia, 2018.
- "Dentro del animal la voz (Antología 1982-2012)", Edición de Vicente Luis Mora y Miguel Ángel Lama. Cátedra, Madrid, 2020.

Obras reunidas:
- Esa polilla que delante de mí revolotea. Poesía reunida (1982-2008). Prólogo de Eduardo Milán. Galaxia Gutenberg/Círculo de Lectores, Barcelona, 2008 y 2016.

Plaquettes:
- Mimosa de febrero, Astrolabio, Palencia, 1994.
- Si un cuervo trajera, La Borrachería, Lucerna, Zamora, 2000.
- Todo acaba cayendo del lado que se inclina, Edición a secas, Buenos Aires, 2002.
- Siete poemas. Con monotipos –Serie Babel 15106- de Luis Costillo. Escuela de Arte, Mérida, 2006.
- Poética y Poesía, Fundación March, Madrid, 2009.

### Ensayo
- Teresa de Jesús, Omega, Barcelona, 2001.
- Los poetas de la República (en colaboración con Miguel Casado), Hermes, Barcelona, 1997.

En volúmenes colectivos:
- Perdidas en el espacio. Formas de ocupar, recorrer y representar los lugares. VV. AA. (Coord. Asun Bernárdez). Huerga y Fierro, Madrid, 1999.
- En torno a Velázquez. VV. AA. (Coord. Miguel Ángel Ramos) Comunidad de Madrid, Madrid, 1999.

### Traducciones
- Pier Paolo Pasolini, La religión de mi tiempo, Icaria, Barcelona, 1997.
- Anna Ajmátova y Marina Tsvetáieva, El canto y la ceniza. Antología poética (en colaboración con Monika Zgustova), Galaxia Gutenberg, Barcelona, 2005 y 2018.
- Pier Paolo Pasolini, Larga carretera de arena. La Fábrica Editorial, Madrid, 2007.
- Bernard Noël, El resto del viaje y otros poemas (en colaboración con Miguel Casado), Abada, Madrid, 2014.

### Textos en catálogos de exposiciones
- "Locus oculus solus", en Anselm Kiefer: El viento, el tiempo, el silencio. Palacio de Velázquez, junio-septiembre de 1998. Museo Nacional Centro de Arte Reina Sofía, Madrid, 1998.
- "Octubre o colibrí", en Javier Fernández de Molina: El sueño del colibrí. Galería Rayuela. Madrid, noviembre-diciembre de 1998.
- "Descendimiento", en Antoni Tàpies: Obra recent. Galería Toni Tàpies. Edicions T, Barcelona, noviembre de 1998-enero de 1999.
- "El escribiente: carta al universo", en Zush: La campanada. Museo Nacional Centro de Arte Reina Sofía, Madrid, junio-agosto de 2000.
- "El corazón more geometrico", en Vicente Rojo: Volcanes construidos. Galería Juan Gris, Madrid, noviembre-diciembre de 2002.
- "La sangre, el aire", en José Manuel Broto: Rever. Arte Español para el Exterior, MAE/SEACEX, Madrid, 2003.
- "Vincent: la sombra debida", en Luis Costillo: Vincent. MEIAC, Badajoz, diciembre de 2004-enero de 2005.
- "Lugar de paso", en José-Miguel Ullán: Agrafismos. Escuela de Arte de Mérida/Instituto Cervantes, Mérida-Madrid, 2008.
- «De sus lenguas aéreas», en VV.AA., Palabras iluminadas. Editor: Manuel Ferro. Madrid: La Casa Encendida, 2012. [Catálogo de la exposición sobre la obra gráfica de José-Miguel Ullán].[4]

## Premios
- 1989: accésit del Premio Esquío de Poesía en Lengua Castellana.
- 1990: Premio Ícaro de Literatura.
- 1993: Premio Leonor de Poesía.
- 2007: Premio Nacional de Poesía (España) por su obra Y todos estábamos vivos.
- 2016: Premio de las Letras de Asturias[5]
- 2021: Premio Iberoamericano de Poesía Pablo Neruda.[1]
- 2022: Premio Reina Sofía de Poesía Iberoamericana.[6]
- 2023: Premio-Taller de Poesía Pedro Salinas.[7]